# 惠兴自杀事件
光绪三十一年（1905年）十一月廿五日（12月21日），杭州贞文女学校的创办人惠兴为兑现一年之前“如此校关闭，我必以身殉之”的誓言，在凌晨服用大量鸦片自杀，年35岁。惠兴在一年前因为旗人身份，无法入学杭州女学校，遂在杭州旗下建立了可以招收旗人女子入学的贞文女学校，但因为旗下满人的冷漠和排斥、学校长期经费匮乏等原因，她创办的贞文女学校在去世前3天停课。惠兴留下一封呈禀，死前托付给家人转交杭州将军，希望为学校争取长期经费。她的死虽然在杭州反响寥寥，但在北京引发了盛大的悼念活动，并经由《大公报》、《顺天时报》等报纸以及《惠兴女士传》的戏剧改编变得广为人知，间接推动了中国女子教育事业的发展。

## 时代背景
清朝末年国势衰弱，汉人中兴起排满革命的思潮，部分满人也产生了相应的民族危机意识。杭州作为当时思想比较活跃的地区，杭州的旗人日益受到当时新思想的浸淫。金梁就是杭州旗人中最早意识到危机的人之一，他关心清朝的国运，为了让更多旗人能够关心国事在杭州旗下设立了阅报社和学校。然而旗下的八旗子弟多数早已生活腐化堕落，沦为提篮架鸟、沉迷鸦片之徒，甚至于他们的长官——杭州将军常恩就是以鸦片、嫖娼、蛐蛐为乐。金梁因为追求变革反而为旗人所忌，被迫离开杭州。
庚子事变后，清政府开始了清末新政，从光绪二十七年（1901年）开始就在各地推广新式学堂，杭州旗下也是从光绪二十八年（1902年）就开始推行新政。光绪三十年（1904年）上任的杭州将军瑞兴则是满人中思想较为开放的人士，在他推动下旗下设立了针对八旗男子的义务教育制度，并且他还在旗下自费训练新军，但苦于财政不济各种改革措施无法完全实施。同年杭州女学校建立，由于创办人大多是同盟会会员或资助人，因此这所学校也有着通过女子教育传播排满革命思想的意图。惠兴听闻此事后就去报名女校，但因为旗人的身份无法入学，愤而在旗下兴办了贞文女学校。

## 办学及自杀
惠兴是镶蓝旗满洲人，长白山瓜尔佳氏，入关后世居杭州旗下，父亲是杭州协领昆璞。惠兴在18岁时嫁给附生暨协领吉山，然而成婚后仅一年就成为寡妇，留下遗腹子金贤。由于出身官宦，再加上早年丧夫、儿子年幼和后来婆婆去世，惠兴在礼教森严的晚清社会没有三纲五常的严厉约束，能够在监督儿子学习之余自学诗书，并且自己给自己取名惠兴。虽然惠兴有着相对独立自主的地位，但她依然是一个重视女德、性格刚烈的节妇，曾在在丈夫死后不顾身孕和家人阻挡也要为夫殉节，笃信“割股疗亲”的传统孝道，不仅仅是侍奉婆婆生病的时候割股，在后来兴办女学的过程中也有过割股行为。惠兴在学习读书写字之后也开始关注时事，并逐渐受到当时的兴办新学的风气影响。光绪二十九年（1903年），张之洞等大臣上奏停办科举、普及学校，新式学校取代传统教育已经成为趋势，再加上“当时西太后有地方准办女学之诏命”，如此时代背景下惠兴”因读南皮（张之洞籍贯）《劝学篇》大有感奋，遂以提倡女学自任”。
光绪三十年（1904年）六月廿六，惠兴邀来旗下名流商谈兴办女学的事情，并且在会上当众露出手臂割下一块肉，发誓道：“今日为杭州旗城女学校成立之日，我以此血为纪念。如此校关闭，我必以身殉之。”然而即便有如此毒誓，直到开学惠兴募集的款项只有区区三百大洋，其中有杭州都统个人出资40大洋、动用公款80大洋，还有日本的八旗同乡会捐款100大洋，端方随员的50大洋，剩下来都是十元及以下的捐款，并没有缺乏长期拨款。捐款最多反而是留学生，可见惠兴在旗下的募款并不顺利，反而更可能受到旗人的冷落。九月十六（10月24日），贞文女学在杭州旗下迎紫门北面金钩弄梅清书院旧址开学。开学之后，惠兴想为学校建立校舍，于是从八旗富眷中募款，又到旗下乞得3亩空地，然而等到十月校舍完工这些捐款人不仅不认账，反而还一起指责惠兴“赶新潮”。惠兴在后来的遗书也提及了最初合伙的几位官太太，最后都嫌弃她“多事”，“始以规避，继以绝裂，终以毁谤”，学校也因为认捐收不齐濒于破产。在苦苦支撑一年之后，贞文女学校最终在光绪三十一年（1905年）十一月廿二（12月18日）停学。为了兑现自己的诺言，惠兴决定自杀；然而，惠兴家因为办学早已倾家荡产，到最后连服毒用的鸦片也只能典质一铜脸盆换钱购买。十一月廿五（12月21日）凌晨，惠兴在服用大量鸦片后拟乘轿到杭州将军署处以死请命，但不等出门，留下遗言“此禀递上，有长年经费矣”后在家中断气。
惠兴留下两篇遗书，一篇交给杭州将军，一篇留给自己的学生。在给学生的遗书里，惠兴告诫学生“现在的时势正是变法改良的时候”，汉人兴办教育与时俱进，满人不应该不思进取，“要与外人争气，不要与同部人争意气，被外人笑话”。她在遗书称自己的死并非自寻短见而是“尽牺牲”，也就是通过献祭自身生命“为所兴的事求其成功”，“譬如为病求神保佑，病好之后，必买香烛还愿”；她认为“女学堂如病人”，因此“割肉疗亲”也是有作用的。她的“尽牺牲”在另一方面也有可能是对于学生的安慰，惠兴最希望的可能还是她的死能够引起旗人对女学的重视，为女学争取长期拨款。然而惠兴的死并没有在一开始打动杭州的多数旗人。当惠兴的遗书转交给惠兴心目中继任校长、副校长人选的三多夫人、莲君时，二人均拒绝接手，最后不得已才转交给贵林承办。贵林身为男人却主持女学，不合于当时的礼教，于是贵林再三恳求二位无果后，才找来自己的老母挂名。汇报此事的八旗协領在给杭州将军的呈禀中评价“该氏私立学校，不自量力，势难中止，因此自尽，迹近妇女愚见，本难风世”。但是出乎呈报人的意料，杭州将军瑞兴对惠兴评价颇高，除了赏给“义烈可风”的匾额，还上报礼部咨请旌表。

## 媒体发酵与社会反响
惠兴的办学经历一开始并没有获得媒体关注，素来热心报导各地女学消息的《东方杂志》也没有关注到邻省发生的这一事件，最早报道的反而是以鼓吹排满著称的《警钟日报》。《警钟日报》在1904年10月22日最早报道了惠兴因为身为旗人不能入学而自办女学。在12月1日的报道中，《警钟日报》评价惠兴是“无男女而皆不知何者谓学也”的“东胡贱种”中的“高冈一凤”，汉人应该警惕满人的办学自强，因此特意报道此事“使我汉人读之，当若何惊心动魄者”、“以为二万万女同胞劝”。惠兴的死直到9天后才为《申报》所报道，《申报》的报道平淡记述了惠兴家世和办学经由，没有任何议论或者评价，直到3个月后北京就此事的舆论发酵之后《申报》才有后续报道。
与《申报》形成对比的是北京的《大公报》，当时是由满人英华主持，将惠兴之死置之于兴办现代女子教育的话题中讨论。《大公报》于光绪三十二年（1906年）1月30日刊登了第一则报道：“京师阅报处近日会议，谓陈（陈天华）潘（潘英伯）二烈士及慧兴（惠兴）女士之死，京外学界均已追悼，惟阅报社尚未举行。拟于今春联合同志择地开追悼会，以尽同胞惋惜之情云。”《北京女报》的创办人张筠芗在听到消息后在陶然亭为惠兴举办了追悼仪式，2月2日北京淑范女学校又举办了盛大的追悼大会，根据《顺天时报》的报道参加者有四五百人，参与者几乎囊括了北京的男女维新派人士。惠兴的生平事迹也很快获得了媒体的详细披露，报章文字无一不充斥着赞誉之情，《顺天时报》在2月8日的《补记杭州贞文女学校校长惠兴女杰历史》更是赞誉惠兴为“中国六千年来女界第一伟人”，《大公报》3月14日则刊登了浙江武备学堂总办三多的《记惠兴女杰为学殉身事》，7月19日又刊登了时任内阁中书、杭州旗人金梁写的《拟请代奏为惠兴女士请旌摺稿》；惠兴之死经由京津媒体的集中报道，开始在中国北方广为人知。
北京的戏剧家田际云受到惠兴事迹鼓动，与张筠芗一起组织“妇女匡学会”，请来北京有名的演员同台义演，为惠兴的学校筹款，后来在在张筠芗提议下，将惠兴的事迹改编为《惠兴女士传》，惠兴的事迹第一次登上了戏剧舞台。这次义演原定3月18日、21日、23日开演，很可能是为了筹备新编戏剧《惠兴女士传》，延后到3月29日、4月1日、4月5日3天。1906年3月13日《大公报》刊登的第一则《惠兴女士传》戏剧演出的预告：“都下鞠部（戏班）代表因浙杭惠兴女士之问题，大动感情，禀请官府，定于三月初五（3月29日）、初八（4月1日）、十二（4月5日）计三日内，在湖广会馆演戏，所收戏价，悉数汇寄杭州贞文女学校，以资经费。”然而中途又将会场从湖广会馆改到福寿堂饭庄，夏晓红认为这因为这一场义演主要面向女宾，设置在人员混杂的会馆并不适合。根据真人真事改编的文明新戏获得了强烈的舞台反响，根据《大公报》的报道演出过程中观众因为“观剧触发感情之故”有情绪失控者，“大号不止，警兵闻知，即前去劝解，方始停哭”，媒体赞誉其“北京戏园二百余年，此乃感动之第一声也”。鉴于北京的反响之大，天津天仙茶园老板赵广顺邀请田际云到天津演出，这部戏也走出了北京，在天津8月28至29日连演两天、大获成功。1907年1月19日上海的丹桂茶园出演了夏氏兄弟编排的《惠兴女士》，这也是南方第一次出现惠兴事迹改编作品，但不同于北方，根据现存广告词的描述，这部剧主要标榜奇闻轶事，强调的是女性自强和放足。1907年5月8日惠兴女学的继任者贵林来北京演说，在演说前田际云也演出了一遍，贵林在北京一天就收到了3600多大洋的捐款，已经远远超出了他过去一年在杭州筹集的1700多大洋办学款。

## 对女子教育事业的影响

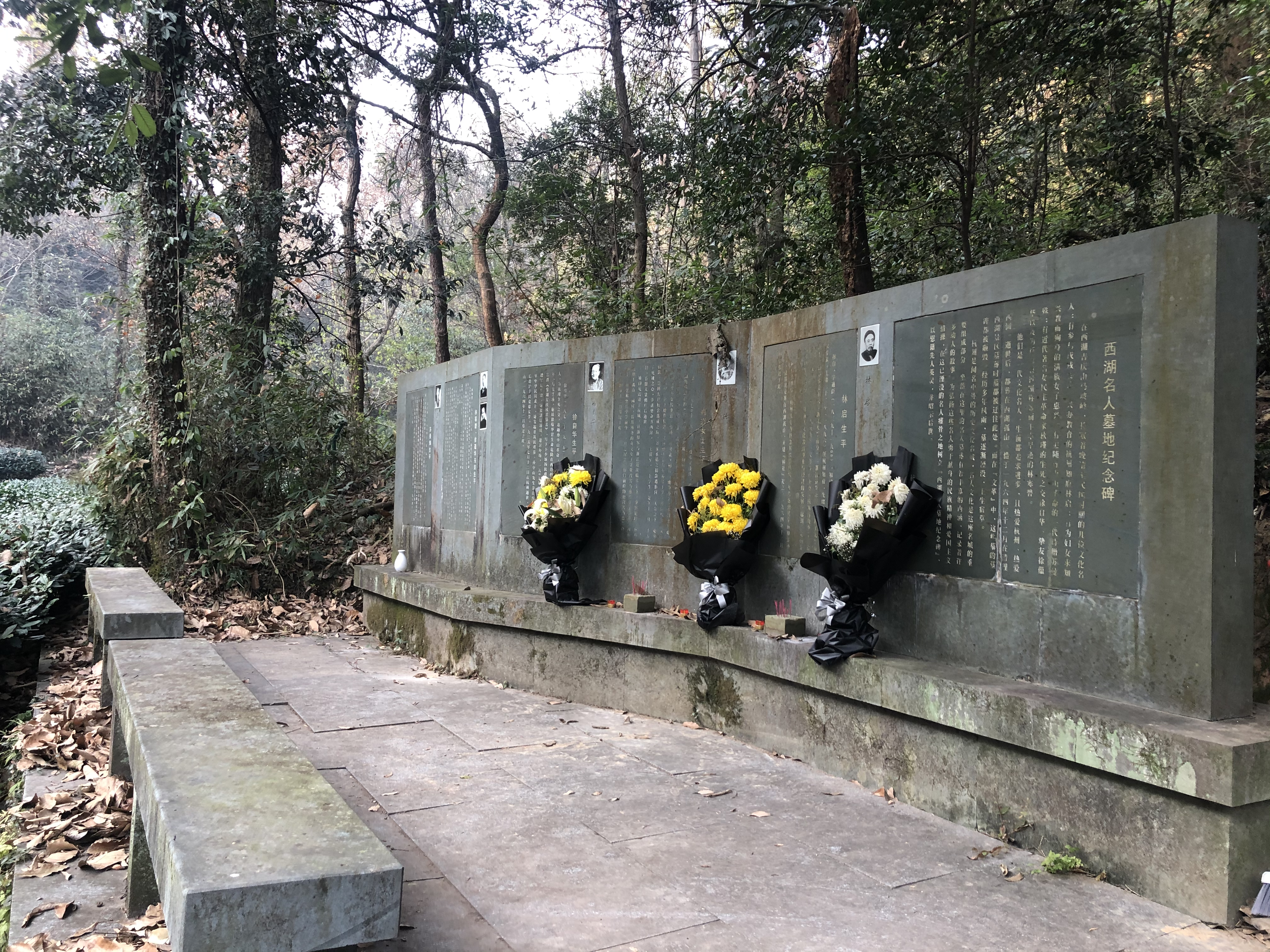
移建的西湖名人墓地（右起第二为惠兴女士墓）

惠兴的死令她的贞文女学校起死回生，在她死后她的学校由贵林操办，贵林对此事尽心尽力，“乃为请于当道，咨部旌表，并竭力筹款得以继续办理”。浙江将军会同浙江巡抚张曾敬为其上奏朝廷，于孤山放鹤亭下葬建坊，杭州旗下也给予办学经费。在惠兴去世第二年（1906年）的四月初一（4月24日），贞文女学校重新开学，并更名为“惠兴女学堂”以示纪念。根据惠兴的遗愿，这所学校录取的学生不分满汉、不分本省和外省，到1907年5月已有教职员5人、学生60人，开设修身、读经、历史、地理、国文（兼习字）、算学、女红、刺绣、唱歌、体操10门课程。而根据杭州将军给朝廷的汇报，这所学校开办五年已经有学生百人，合格毕业生36人，以美术手工女红刺绣为特长，学生的艺术作品曾送往南洋劝业博览会，获得了“金牌优奖”。这所学校一直办到了1949年，学校所在的道路也被命名为惠兴路，1950年代学校整体并入杭州第十一中学，2000年杭州第十一中学初高中部分离，初中部迁回惠兴路原址办学，恢复了惠兴中学的名字。
惠兴之死不止于杭州当地的女学建设，光绪三十二年（1906年）北京当地的女学兴办也出现热潮，乃有《大公报》感慨“自惠兴女士一死，北京女学逐渐发达”。《大公报》所提及的“江亢虎所设之女学传习所，大公主之译艺女学堂，近者设妇女匡学会”，其中有些早在惠兴之生前就在谋划阶段，但趁着惠兴之死的热度迅速登场、顺利开张。出身蒙古八旗额哲特氏的慧仙在病危之际听闻了惠兴殉学的事迹，颇为感慨，留下遗嘱要将家产用于办学，死后家人分别资助觉先僧学堂四百两、惠兴女学堂五百两、公立学堂风琴器三百两，又于光绪三十二年（1906年）建立了私立慧仙女工学堂，时人称惠兴、慧仙为“南北兴学二女士”。慈禧太后本人也感受到了社会对于女学的热情，1906年6月6日内务府传召戏班到颐和园演出《惠兴女士传》。有鉴于社会上兴办女学风潮正盛，清政府也于光绪三十三年（1907年）以"女学堂风气大开，各地遍设，故学部议定妥订章程，俾资遵守"之名颁布了《奏定女学小学堂章程》和《奏定女子师范学堂章程》，首次认可了民间的女子教育。